# Chicken tax
Ne doit pas être confondu avec Guerre du poulet.

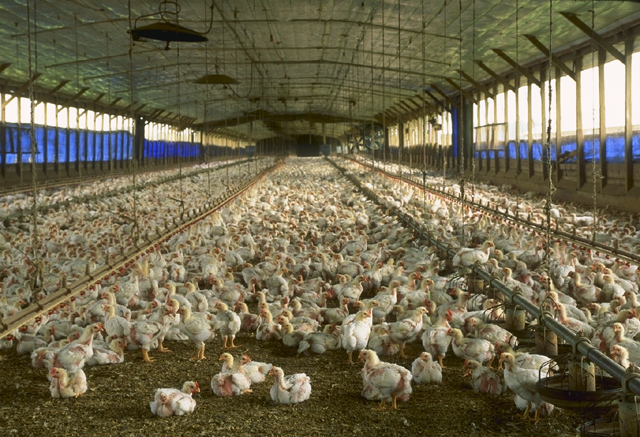
Élevage de poulets en Floride.

La chicken tax, littéralement la « taxe du poulet », est la mise en place en 1963, aux États-Unis, d'un droit de douane de 25 % sur les importations de certains produits, en réponse à la taxation, par la Communauté économique européenne et notamment la France et l'Allemagne de l'Ouest, des importations de volailles américaines. Cette mesure de rétorsion, mise en place sous la présidence de Lyndon B. Johnson, porte sur les importations de fécules de pomme de terre, de dextrine, d'alcools de type cognac, ainsi que sur les véhicules utilitaires légers. Les tensions qui suivirent, en pleine période de guerre froide, sont connues sous le nom de Chicken War ou « guerre du poulet » en français.
La taxe sur les véhicules utilitaires légers, contrairement aux autres catégories de produit, est toujours en place aujourd'hui; elle oblige les constructeurs à faire passer les importations de véhicules à vocation utilitaire en importation de véhicules de passagers
.

## Origine de la crise
Principalement grâce à l'élevage intensif de poulets pendant la Seconde Guerre mondiale et aux baisses de prix qui en découlèrent, le poulet, autrefois une viande chère devient un aliment de base aux États-Unis dans les années 1960. À l'inverse, à la même époque le poulet est un produit raffiné et cher en Europe. L'importation de poulet américain à bas prix dans les années 1960 affecte la consommation européenne en faisant chuter les prix. En 1961, la consommation de poulet par personne en Allemagne de l'ouest augmente ainsi de 23 %. Le poulet américain occupe alors la moitié du marché européen.
Par la suite, les Néerlandais accusent les Américains de baisser les prix du poulet sous les coûts de production. Le gouvernement français interdit la vente de poulet américain et émet des doutes quant au danger que pourrait représenter les hormones des poulets américains pour la virilité. Des associations allemandes de fermiers accusent les aviculteurs américains d'engraisser artificiellement leur poulet avec de l'arsenic. Dans les faits, les Américains, avec l'aval de la Food and Drug Administration (littéralement «Agence américaine des produits alimentaires et médicamenteux») avaient traité la nourriture de leurs animaux avec de l'antimoine, des composés d'arsenic, ou des hormones à l'estrogène afin d’accélérer leur croissance. 
Peu de temps après la crise commerciale entre les États-Unis et le Marché commun, l'Europe décida d'augmenter ses tarifs de douane, espérant par là développer l'autosuffisance de son agriculture mise à mal par la guerre. La France fut la première à augmenter ses taxes, tentant dans le même temps de convaincre l'Allemagne de l'Ouest de suivre son exemple - les Français espérant gagner des parts du marché avicole allemand après le départ des poulets américains. L’Europe adopta en 1962 la Politique agricole commune, imposant un prix minimum sur tout poulet importé tout en annulant les concessions tarifaires antérieures. 
Au début des années 1962 les États-Unis accusèrent le marché commun européen d’empêcher injustement l'entrée de leur volaille. En août 1962, les exportateurs américains avaient vu leurs ventes en Europe réduites de 25 %. La perte était estimée alors de 26 à 28 millions de dollars pour l'industrie américaine (
220 millions actuels).
En juin 1963, J. William Fulbright, président du Comité des relations étrangères du Sénat et sénateur démocrate de l'Arkansas (un des principaux États américains producteurs de volaille), interrompit un débat de l'OTAN sur l'armement nucléaire pour dénoncer les sanctions économiques sur le poulet américain, allant jusqu'à menacer de retirer les troupes américaines des forces de l'OTAN. Konrad Adenauer, alors chancelier allemand, dira plus tard que lui et le président John F. Kennedy avaient beaucoup correspondu pendant deux ans à propos de Berlin, du Laos, du débarquement de la baie des Cochons « et je crois qu'à peu près la moitié de nos discussions étaient à propos de poulet ».